# Bloody Mary (manga)
Bloody Mary (ブラッディ†メアリー? anche noto come Bloody + Mary) è un manga shōnen'ai scritto e disegnato da Akaza Samamiya, serializzato dal 2013 al 2017 sulla rivista Asuka e successivamente raccolto in due volumi dall'editore Kadokawa Shoten. L'etichetta J-Pop di Edizioni BD ha tradotto e distribuito un'edizione in italiano del fumetto dal 30 marzo 2016 al 25 ottobre 2017.

## Trama
Dopo centinaia di anni Mary, un vampiro immortale che desidera fortemente morire, chiede a Ichirou, un esorcista, di essere ucciso. Quest'ultimo a causa della sua discendenza si trova costantemente preso di mira dai vampiri e Mary gli propone un patto: se Ichirou lo aiuterà a trovare un modo per morire lui sarà, fino a quel momento, la sua guardia del corpo e lo proteggerà dagli attacchi dei suoi simili.

## Personaggi
Bloody Mary "Mary Howard" (ブラッディ・メアリー?)
Nato in Inghilterra Bloody è un vampiro di 400 anni che non ricorda nulla del suo passato e che vuole disperatamente morire. Tuttavia non è un tipico vampiro dato che è in grado di camminare alla luce del sole ed è per questo motivo che fa un accordo con Ichirou Rosario, un esorcista, per venire ucciso.
Ichirou Rosario di Maria (一郎・ロザリオ・ディ・マリア?)
Uno studente delle superiori che vive a Yokohama. Sebbene non appare tale è un prete. Accetta la proposta di Bloody e si impegna a ucciderlo.
Suo nonno è Isaac Rosário di María, un leggendario esorcista vissuto circa 400 anni prima degli eventi narrati nella storia. Suo padre, Yuusei Rosário, morì davanti ai suoi occhi quando era ancora un bambino. Sua madre, Shion, morì poco dopo la sua nascita.
Hydra Scarlet (ハイドラ?)
È una vampira inglese che odia Bloody Mary. Afferma di poter aiutare Ichirou nei suoi scopi e si scoprirà essere innamorata di lui.
Yuusei Rosario di Maria (結生・ロザリオ・ディ・マリア?)
Figlio di Isaac Rosário fu il padre di Ichirou (che allevò da solo). Proprio come suo padre era un esorcista e un ricercatore.  Yuusei è stato ucciso quando Ichirou era più giovane. Durante la storia si scoprirà che ha condotto studi sull'immortalità usando se stesso come cavia. Si scoprirà anche che era un clone creato da Isaac.
Isaac Rosario di Maria (イザーク・ロザリオ・ディ・マリア?)
Era un famoso esorcista e ricercatore di vampiri che visse circa 400 anni prima dell'inizio del manga. Durante la storia si scoprirà che è immortale e che vive sotto la casata della famiglia Sakuraba.
Yui (結?)
Ragazza di cui Isaac Rosario si è innamorato e alla quale ha dedicato tutta la sua vita.
Lilly MacLane (リリー?)
È una ricercatrice di vampiri che vive in Inghilterra. Sta sostituendo suo nonno (un uomo con una grande conoscenza dei vampiri) mentre è in viaggio.
Cecil (セシル?)
È un prete inglese che possiede una vasta collezione di oggetti relativi ai vampiri. Mantiene nascosta, in prigionia, una vampira dai capelli rossi di nome Noah, che ha torturato per molto tempo.
Noah (ノア?)
È una vampira dai capelli rossi catturata da Cecil. Lei va d'accordo con Bloody perché è un vampiro dai capelli rossi proprio come lei.
Takumi Sakuraba (桜庭 拓実?)
È l'amico d'infanzia di Ichirou. Appartiene alla famiglia Sakuraba che ha sostenuto quella dei "di Maria" per generazioni.
Gendou Sakuraba (桜庭 玄道?)
È il nonno di Takumi ed è l'attuale capo della famiglia Sakuraba.
Shion Yuuki (結城 汐音?)
È la madre di Ichiro ed è la sorella maggiore di Shinobu.  È stata uccisa poco dopo aver dato alla luce Ichiro.
Shinobu Yuuki (結城 忍?)
È lo zio di Ichirou ed è il fratello minore di Shion. Da quando ha conosciuto Yuusei ha scoperto l'esistenza dei vampiri.

## Manga
| Nº | Data di prima pubblicazione | Data di prima pubblicazione             | Data di prima pubblicazione | Data di prima pubblicazione |
| Nº | Giapponese                  | Giapponese                              | Italiano                    | Italiano                    |
| -- | --------------------------- | --------------------------------------- | --------------------------- | --------------------------- |
| 1  | 24 aprile 2014              | ISBN 978-4041211281                     | 30 marzo 2016               | ISBN 978-1421582863         |
| 2  | 24 luglio 2014              | ISBN 978-4041016718                     | 1 giugno 2016               | ISBN 978-8868836337         |
| 3  | 21 novembre 2014            | ISBN 978-4041022153                     | 27 luglio 2016              | ISBN 978-8868837235         |
| 4  | 24 marzo 2015               | ISBN 978-4041027745                     | 28 settembre 2016           | ISBN 978-8868837808         |
| 5  | 25 luglio 2015              | ISBN 978-4041031186                     | 30 novembre 2016            | ISBN 978-8868838188         |
| 6  | 26 novembre 2015            | ISBN 978-4041035771                     | 22 febbraio 2017            | ISBN 978-8868839062         |
| 7  | 26 marzo 2016               | ISBN 978-4041038796 ISBN 978-4041038789 | 26 aprile 2017              | ISBN 978-8868839369         |
| 8  | 26 luglio 2016              | ISBN 978-4041045459                     | 21 giugno 2017              | ISBN 978-8832750287         |
| 9  | 26 dicembre 2016            | ISBN 978-4041050453                     | 30 agosto 2017              | ISBN 978-8832751130         |
| 10 | 25 marzo 2017               | ISBN 978-4041053454                     | 25 ottobre 2017             | ISBN 978-8832752441         |

## CD drama
Il 23 luglio 2015 è uscito, su Chara-ani, un CD drama basato sul manga.